# Ultratge a la bandera

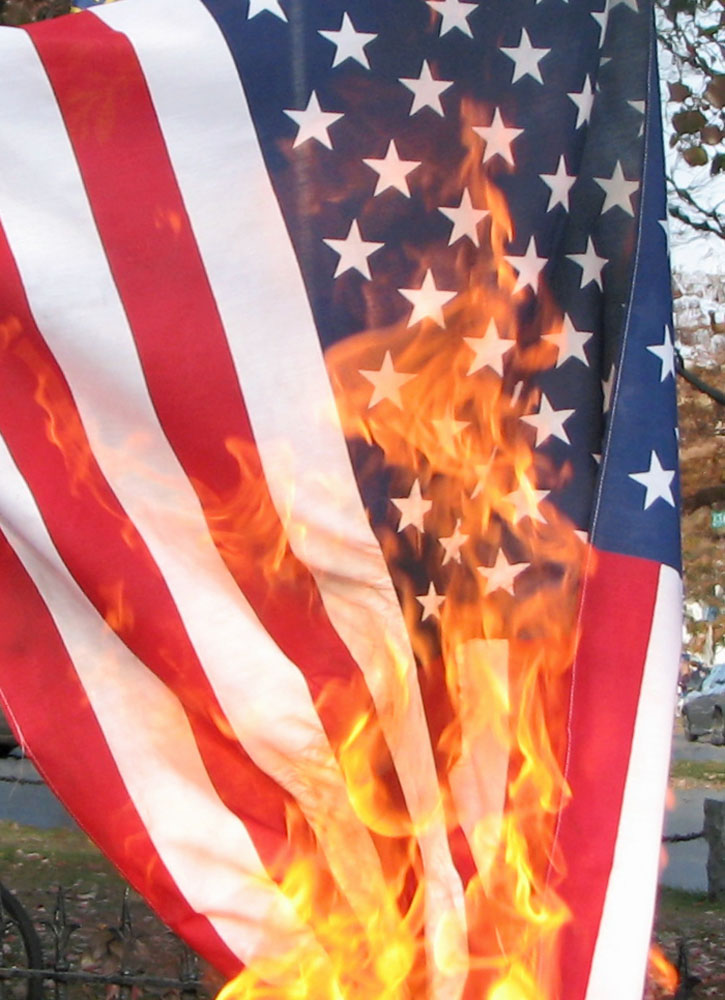
Crema de bandera estatunidenca.

Amb el nom d'ultratge a la bandera es coneixen diferents actes d'ofensa a una bandera, habitualment la d'un estat o un país. L'acció acostuma a circumscriure's com a crítica a un país o a les seues polítiques. Alguns estats disposen de lleis que prohibeixen diferents mètodes d'ultratge (com ara la crema) o en prohibeix certs usos (com ara els comercials). Aquestes lleis poden distingir l'ultratge de la bandera pròpia de l'estat com també la d'altres estats. Alhora també n'hi ha d'altres que tenen lleis que en protegeixen la crema com a garantia de llibertat d'expressió.